# Xysticus pieperi
Xysticus pieperi là một loài nhện trong họ Thomisidae.
Loài này thuộc chi Xysticus. Xysticus pieperi được miêu tả năm 2005 bởi Hirotsugu Ono & Martens.